# Kōga de Pegaso
 Kōga  (光牙, Kōga?) es el protagonista principal del Spin-Off Saint Seiya Ω. Es el nuevo Santo de Bronce de la constelación de Pegaso durante la guerra entre Atenea y Marte y posteriormente en la guerra entre Atenea y Pallas del siglo XXI, narrada en el Spin-Off "Saint Seiya Ω", Siendo un bebé huérfano, durante la batalla de Athena con Marte fue irradiado tanto por luz como por oscuridad, aunque haya sido instruido para manejar el elemento luz de su Cloth y es el alumno de Shaina de Ofiuco.

## Biografía
Kōga, al igual que Aria, son bebés huérfanos que fueron irradiados por luz tras un ataque de Marte repelido por el escudo de Athena, sin embargo parte de la oscuridad lo invade, de ahí que él es la encarnación de la Oscuridad mientras que Aria (capturada por Marte por el hecho de poseer el cosmos de Athena) es la encarnación de la Luz.
Poco más tarde, Kōga aparece al cuidado de Atenea en el Santuario. De pronto, se ven amenazados por la presencia de Marte; sin embargo son protegidos por Seiya. Saori se encarga de su crianza mientras que Shaina es la responsable de entrenarlo.

### Guerra Santa contra Marte
Posteriormente, aparece hablando con Saori Kido en una playa cerca del Santuario de Atenea. Este continúa reacio a convertirse en caballero; sin embargo, explica que tiene un sueño donde ve a alguien brillar como el oro y le pregunta a Saori si se trata de Seiya. Entonces Saori decide entregarle el Pendiente de la Armadura de Pegaso lo toma aparece Marte. Kouga levanta su puño contra el dios pero es derrotado por el mismo, entonces aparece su maestra: Shaina de Ofiuco , quien también es derrotada y herida por Marte. Atenea secuestrada por el dios de la Guerra, y Kouga intenta desesperadamente salvarla; entonces logra vestir la armadura de Pegaso y, con la ayuda del espíritu de Seiya, Kouga logra usar los Meteoro Pegaso. Luego vuelve a lanzarse contra el dios. pero éste escapa con Athena en sus manos. Es entonces cuando Kōga decide emprender su viaje para rescatar a Saori.
- Datos: Q20018798